# Musca parasitica
Musca parasitica är en tvåvingeart som först beskrevs av Hartig 1838.  Musca parasitica ingår i släktet Musca och familjen parasitflugor.
Artens utbredningsområde är Tyskland. Inga underarter finns listade i Catalogue of Life.